# Dicrurus lophorinus
Il drongo di Ceylon o drongo dello Sri Lanka (Dicrurus lophorinus Vieillot, 1817) è un uccello passeriforme appartenente alla famiglia Dicruridae.

## Etimologia
Il nome scientifico della specie, lophorinus, deriva dall'unione delle parole greche λοφος (lophos, "cresta") e ῥινος (rhinos, "naso"), col significato di "dalla cresta sul naso", in riferimento alla cresta frontale.

## Descrizione

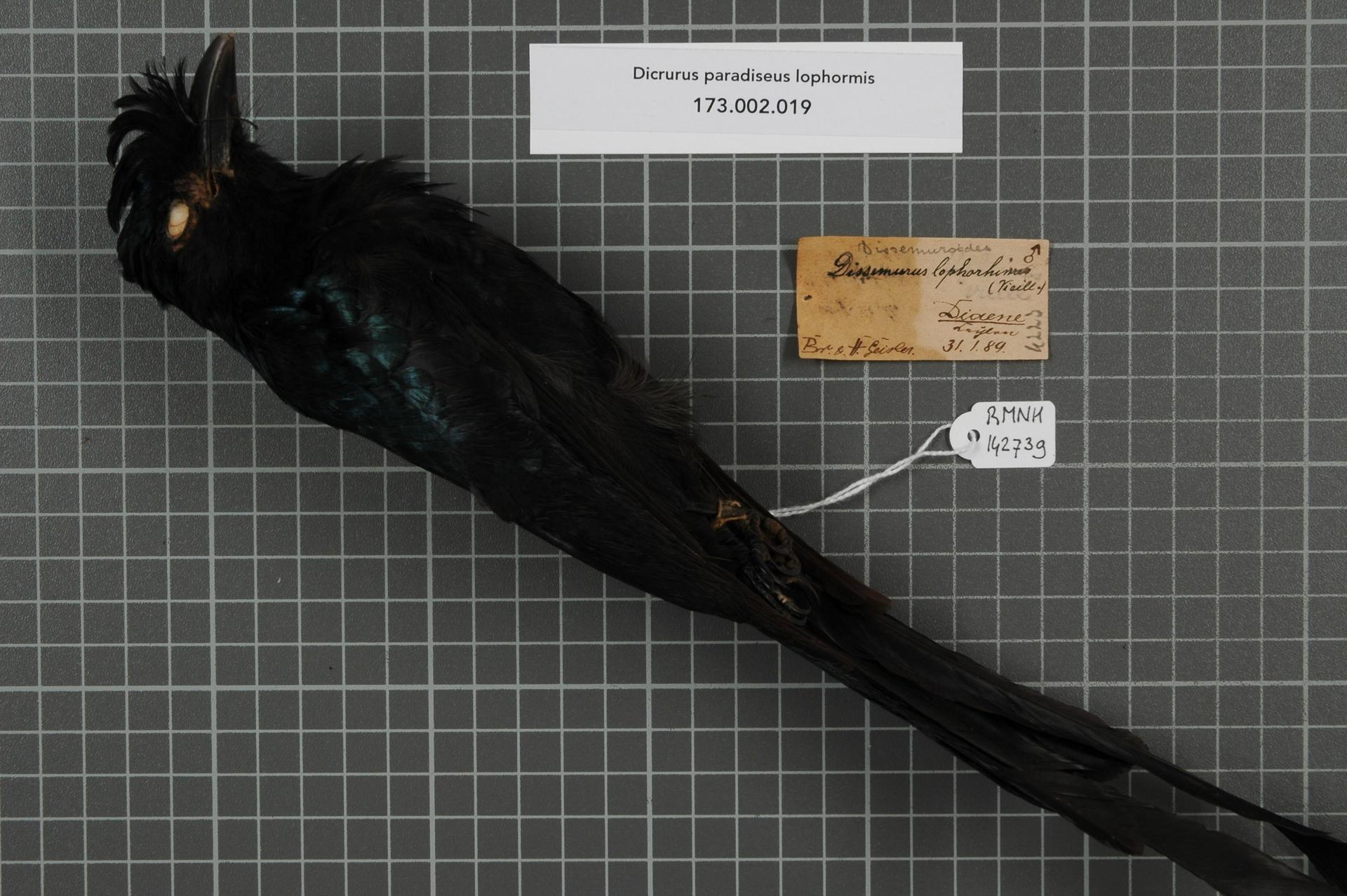
Veduta laterale di esemplare impagliato.

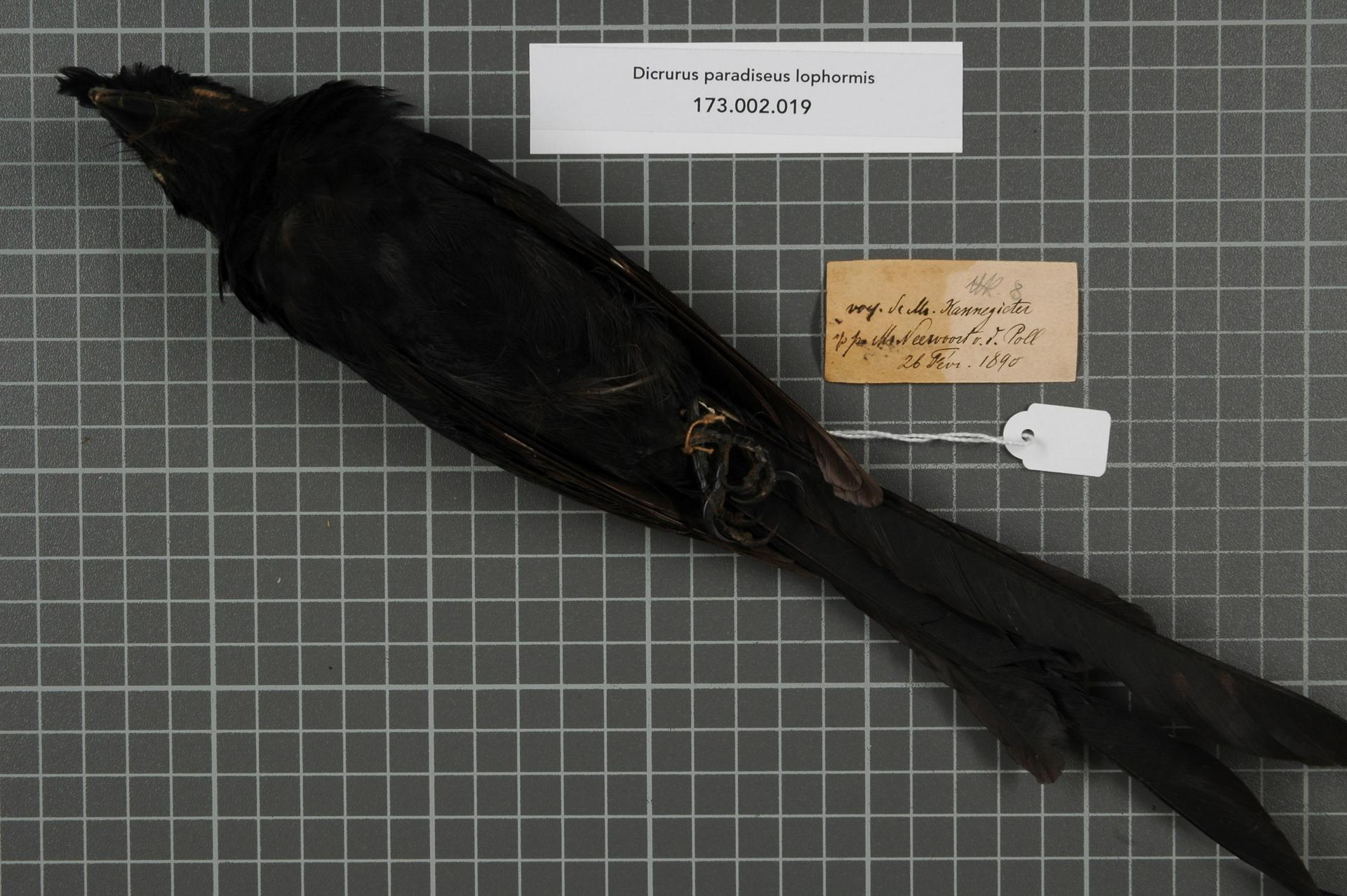
Veduta ventrale di esemplare impagliato.

### Dimensioni
Misura 31-34 cm di lunghezza, per 70 g di peso.

### Aspetto
Si tratta di uccelli dall'aspetto robusto e slanciato, muniti di grossa testa di forma arrotondata e allungata, penne della fronte erettili a formare una piccola cresta, becco conico e robusto, largo e piuttosto lungo (sebbene la cresta frontale ne celi parzialmente la base, facendolo apparire più corto), dalla punta adunca, zampe corte, lunghe ali digitate e coda piuttosto lunga e biforcuta, con penne laterali allungate.
Il piumaggio si presenta interamente di colore nero, più opaco su faccia e ventre, mentre ali e superficie superiore della coda presentano sfumature di colore azzurro-bluastro (visibile inoltre sulla punta delle penne dei lati del collo e della parte superiore del petto): vertice, nuca e area dorsale presentano inoltre riflessi metallici di colore verde-bluastro, ben evidenti quando l'animale è nella luce diretta.

I due sessi sono simili nella colorazione, con le femmine dalla livrea meno brillante e dalla coda lievemente più corta rispetto ai maschi.
Il becco e le zampe sono di colore nero: gli occhi sono invece di colore bruno-rossiccio.

## Biologia

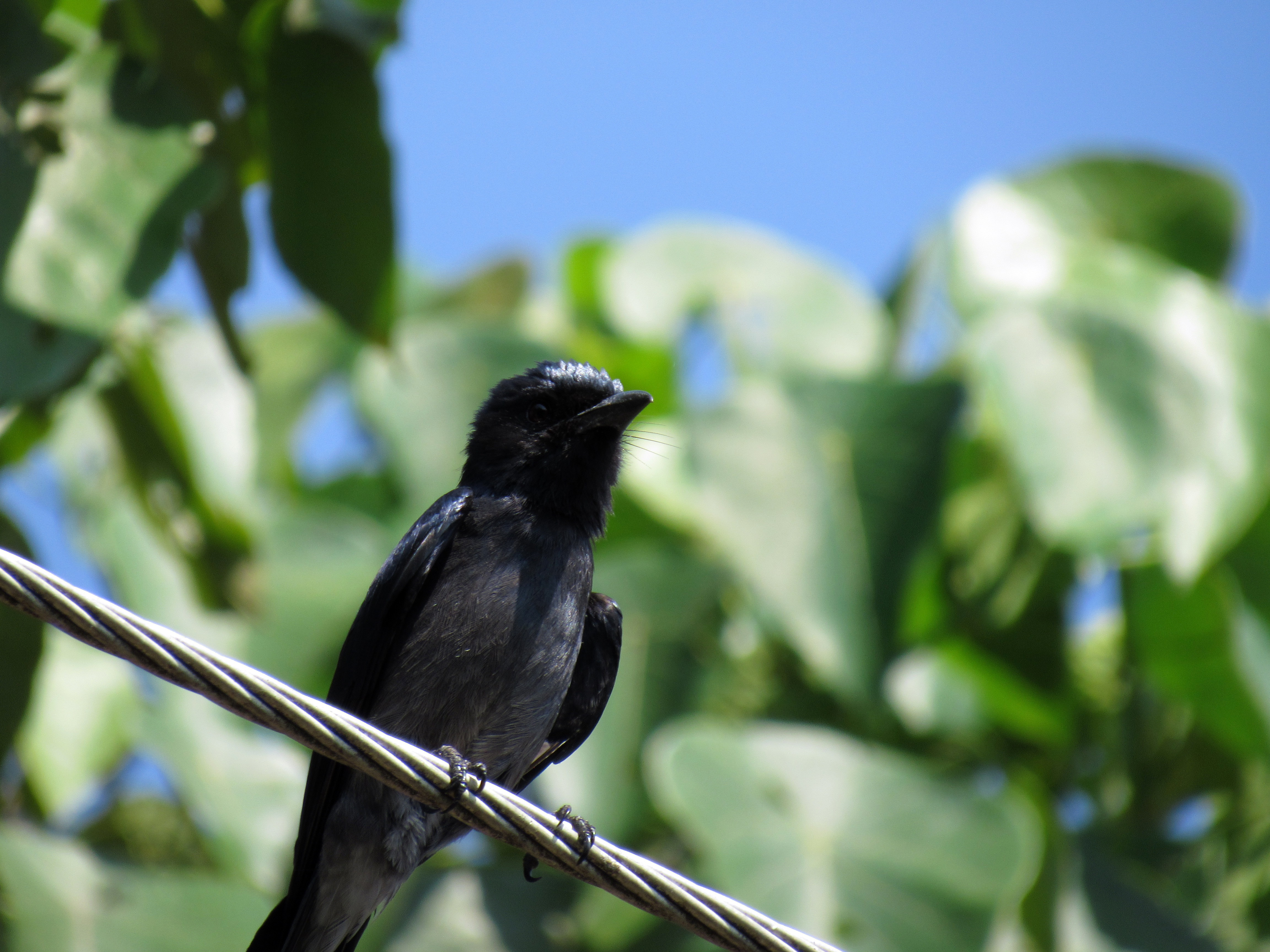
Esemplare in natura.

Il drongo ci Ceylon è un abitatore della canopia, che presenta abitudini di vita diurne e vive perolopiù da solo o in coppie: questi uccelli passano gran parte della propria giornata appollaiati su di un posatoio in evidenza da quale possono godere di un'ampia visuale sui dintorni, in maniera tale da poter attaccare potenziali prede di passaggio o eventuali intrusi che si avvicinino eccessivamente.
Come la stragrande maggioranza dei dronghi, anche il drongo di Ceylon è un uccello molto vocale e chiassoso, che comunica mediante un ampio repertorio che comprende ticchettii metallici, potenti richiami fischianti, sequenze di note gorgheggianti ed ovviamente anche l'imitazione dei versi di altre specie di uccelli.

### Alimentazione
Il drongo di Ceylon è un uccello insettivoro, che preda una grande varietà di insetti volanti (spesso catturati in volo), artropodi ed altri invertebrati (reperiti al suolo o fra i rami e il fogliame di alberi e arbusti), e più sporadicamente anche piccoli vertebrati: di tanto in tanto, questi uccelli visitano inoltre gli alberi in fiore per suggerne il ettare.

### Riproduzione
Si tratta di uccelli rigidamente monogami, la cui stagione riproduttiva va da marzo a maggio.
Il nido consiste in una sottile e fragile struttura a coppa costruita da fibre vegetali, radichette e rametti sottili intrecciati, posizionata alla biforcazione del ramo di un albero: alla sua costruzione collaborano ambedue i partner, che si avvicendano inoltre nella cova e nell'allevamento della prole, coi nidiacei che s'involano a circa tre settimane dalla schiusa (che avviene dopo una ventina di giorni di cova) e si affrancano in maniera completa dalle cure genitoriali più o meno un mese dopo l'involo.

## Distribuzione e habitat
Come intuibile dal nome comune, il drongo di Ceylon è endemico dello Sri Lanka, del quale popola la porzione umida centrale e sud-occidentale
L'habitat di questi uccelli è rappresentato dalla foresta pluviale, sia di pianura che pedemontana, con predilezione per la giungla primaria densa e con fitto sottobosco. 

## Tassonomia

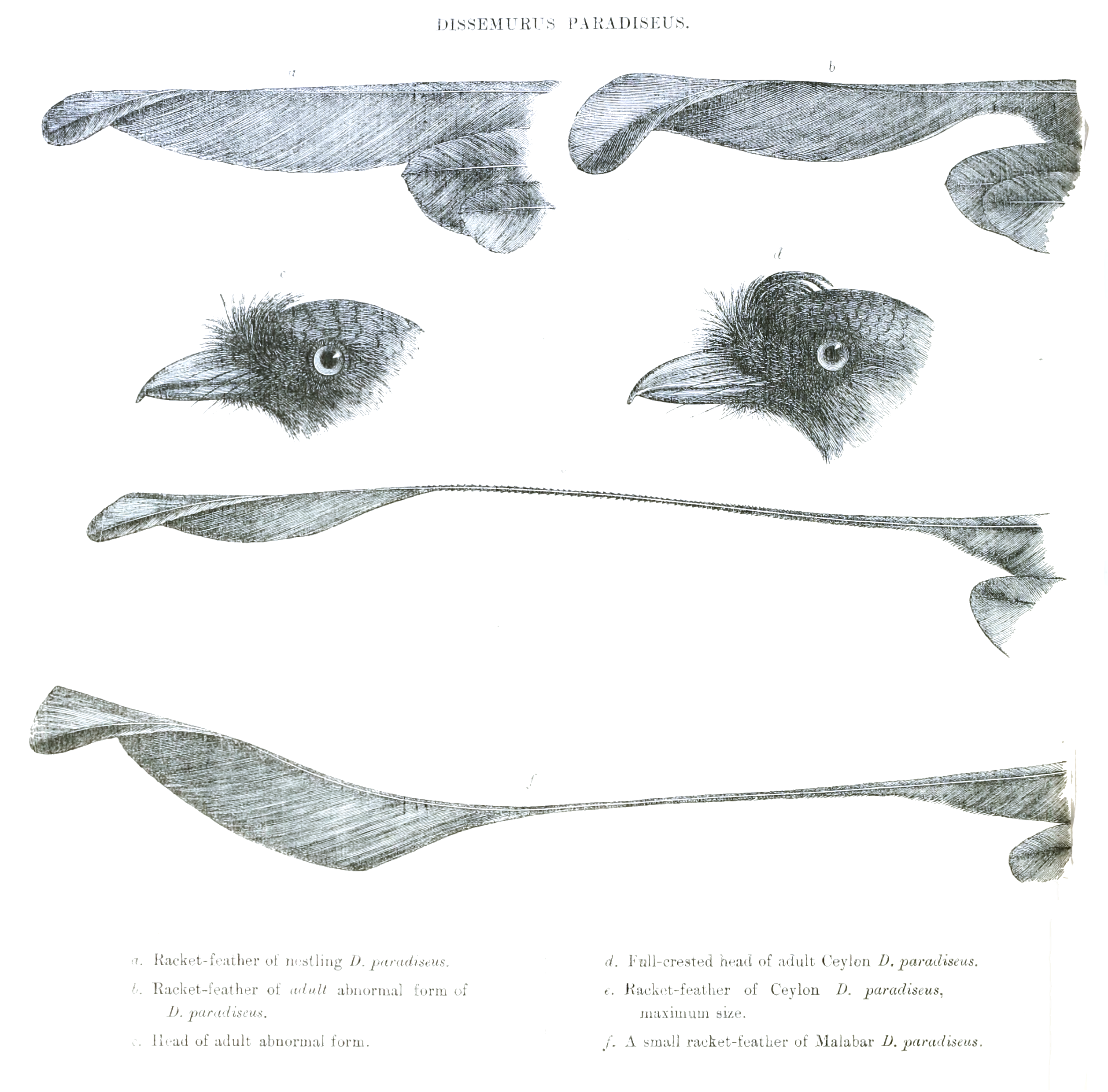
Illustrazione a cura di Keulemans con differenze morfologiche fra drongo di Ceylon e drongo coda a racchetta maggiore.

Per lungo tempo il drongo di Ceylon è stato considerato una sottospecie del drongo coda a racchetta maggiore, col nome di D. paradiseus lophorinus. Le due popolazioni, tuttavia, presentano consistenti differenze a livello morfometrico (struttura della coda e della cresta frontale dissimile, taglia inferiore), di vocalizzazioni (sebbene tale parametro venga ritenuto poco affidabile fra i dronghi in virtù del loro vasto ricorso all'imitazione dei versi di altri uccelli) ed ecologico (col drongo di Ceylon che predilige zone più umide e fittamente alberato rispetto al "cugino" coda a racchetta), ibridandosi inoltre molto raramente nelle aree in cui il loro areale veniva a sovrapporsi (attualmente, infatti, le due specie presentano areale disgiunto in seguito all'antropizzazione ed all'alterazione dell'habitat), tutte queste motivazioni riunite, ed eventualmente supportate in futuro da analisi di carattere genetico, hanno portato gli studiosi a ritenere corretta l'elevazione del drongo di Ceylon al rango di specie a sé stante.
La specie è monotipica.